# 栗在山
栗在山（1916年—2006年12月30日），原名栗元恒，河南省方城县广阳镇人。中国人民解放军开国少将。

## 生平
1933年参加革命，并加入中国共产主义青年团。1935年转党。历任中共许昌工委青年委员，西华县红花集区区委书记、游击队政治指导员等职。后任河南省工委秘密交通工作负责人，多次往返于洛阳与西安。
抗日战争时期，任中共河南省委秘书，协助省委书记朱理治到河南开展工作，筹建河南省委。兼任开封市委组织部部长。1938年6月，随朱理治到竹沟。1938年8月随朱理治到延安，入抗大学习。中共中原局建立后，调任中原局书记胡服的秘书。1939年1月护送胡服到达竹沟主持中原局工作，传达中共六届六中全会精神，举办党训班和教导队。栗元恒为党训班上党课，讲党的建设。1939年4月，刘少奇回延安开会；栗元恒随陈少敏离开竹沟，奔赴鄂豫皖抗日前线。途径信阳四望山看到此地的抗日运动轰轰烈烈，受此激励，遂改名为栗在山，表明抗战到底的决心。成立新四军豫鄂独立游击支队，李先念任司令，陈少敏任政委，栗在山任政治部组织科长。1940年1月，改编为新四军豫鄂挺进纵队，李先念任司令员，朱理治任政委，任质斌任副政委兼政治部主任，刘少卿任参谋长，栗在山任政治部组织部部长。皖南事变后，新四军豫鄂挺进纵队改编为新四军第五师，任第十三旅政治部主任。1941年5月，鄂豫边区和新四军第五师为扩大经济来源，派第十三旅旅长周志坚和政治部主任栗在山率该旅37团2营和39团1个连，出师孝感东山头，进攻伍洛寺、戴新店、三邑镇，拔除敌伪据点，把孝感南部湖区的抗日根据地扩展到云梦东南部和汉川边界；然后挥戈东进，激战马家河，把根据地发展到陂孝交界处，仅两个月就创建了地跨孝感、云梦、汉川、汉阳、黄陂五县及武汉市郊区姑嫂树的汉（口）、孝（感）、（黄）陂边区抗日根据地。1941年7月，在汉（口）、孝（感）、（黄）陂的中心东山头成立了汉（口）、孝（感）、（黄）陂边区工委和军政联合办事处，栗在山兼任工委书记，饶民太任办事处主任兼敌工科科长。1941年8月，夜袭孝感城，全歼日军宣抚班、伪县保安大队，重创日本宪兵队，打死宣抚班长小松等日伪50余人，烧毁敌运输汽车2辆，缴获食盐、布匹两船。战斗结束后，周志坚、栗在山率部队胜利返回大小悟山。1942年任新四军第五师司令部参谋处长，协助李先念师长组织、指挥战役战斗。1944年4月日军发动豫中会战，新四军第五师派出部分部队北上河南开展敌后抗日斗争，栗在山随部挺进豫中，任新四军河南挺进游击兵团政委、豫中游击兵团政委，在嵖岈山地区建立了抗日根据地。
1945年抗战胜利后，新四军豫中游击兵团与八路军河南军区陈先瑞支队会合，改编为豫中军分区，陈先瑞任司令员，栗在山任中共豫中地委书记兼八路军河南军区豫中军分区政委。豫中部队南下湖北后，任中原军区司令部参谋处处长。1946年4月参加北平军事调处执行部工作。1946年6月，从北平飞往延安，向中共中央汇报中原地区的情况，为中共中央确定中原部队的突围方案提供依据，先后受到中共中央书记处朱德、刘少奇、任弼时的接见，及毛泽东的单独接见。1946年10月任中共哈南地委书记兼哈南军分区政委。1947年东北民主联军独立第四师在双城相兰三屯成立，任师政委。         
中华人民共和国成立后，任中共柳州地委书记兼柳州军分区政委。1950年7月第四十九军并入广西军区，任军区政治部副主任。1951年7月，第四十九军重建，曾国华任军长，李中权任军政委，栗在山任军副政委。1951年春，第四十八军军部和1个师，第四十九军的145师同陈明仁的第二十一兵团合编，陈明仁任兵团司令员，陈仁麒任兵团政委，栗在山任兵团副政委。1951年4月，中央军委决定第四十九军军部改为空军第三军军部，任空三军副政委，李中权任军政委。1952年底，空三军参加抗美援朝战争，栗在山兼任中朝联合空军司令部介川前线指挥所政委。1953年2月升任空三军政委。1958年2月调任解放军第二十兵团党委副书记，筹建导弹靶场。1958年2月25日中央军委任命第二十兵团代司令员孙继先任靶场司令员，栗在山任靶场政委、党委书记，开始基本建设工作，并从全军、全国抽调干部、技术人员。1958年10月，靶场改称某训练基地，任国防部第五研究院副政委兼试验基地政委、党委书记，孙继先任基地司令员。1970年4月调任国防科委副主任兼政治部主任，6月中旬正式赴任。1970年5月1日国际劳动节，基地政委栗在山、基地司令员李福泽等作为中国成功发射第一颗人造地球卫星的代表，登上天安门城楼观礼，受到党和国家领导人的接见。
1955年，授予中国人民解放军少将。荣获二级独立自由勋章、一级解放勋章和一级红星功勋荣誉章。
1985年主动提出离职休养。1990年突患脑血栓，治疗后半身不遂。2007年4月3日，酒泉卫星发射中心在东风革命烈士陵园，为导弹基地的第一任政委栗在山举行了骨灰安放仪式。

## 家人
儿子栗克悟 